# Moses Chikwe
Moses Chikwe (ur. 4 kwietnia 1967 w Uzoagba-Ikeduru) – nigeryjski duchowny katolicki, biskup pomocniczy Owerri od 2019.

## Życiorys

### Prezbiterat
Święcenia kapłańskie otrzymał 6 lipca 1996 i został inkardynowany do archidiecezji Owerri. Po święceniach pracował jako wikariusz i redaktor diecezjalnego pisma. W latach 2002–2013 studiował w Stanach Zjednoczonych, pracując jednocześnie jako m.in. duszpasterz służby zdrowia w diecezjach Los Angeles i San Diego. W 2016 powrócił do rodzinnej diecezji i po rocznej współpracy z archidiecezjalnym wydziałem ds. komunikacji został mianowany dyrektorem pomocniczym, a następnie kierownikiem wydziału ds. edukacji.

### Episkopat
17 października 2019 papież Franciszek mianował go biskupem pomocniczym archidiecezji Owerri, ze stolicą tytularną Flumenzer. Sakry udzielił mu 12 grudnia 2019 arcybiskup Anthony Obinna.